# Victor Sappey
Victo Sappey, conocido también como Pierre-Victor Sappey, fue un escultor francés, nacido en Grenoble el 11 de febrero de 1801 y fallecido el 23 de marzo de 1856. Su padre era labrador de piedras.

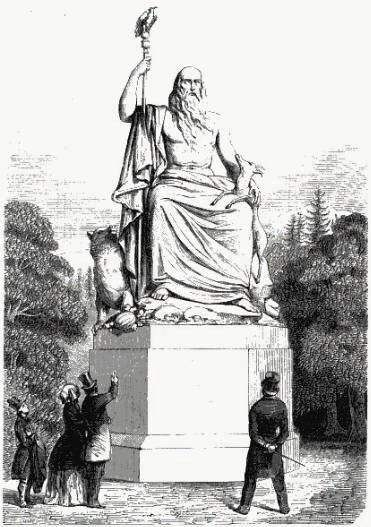
Le Géant des Alpes (obra desaparecida).

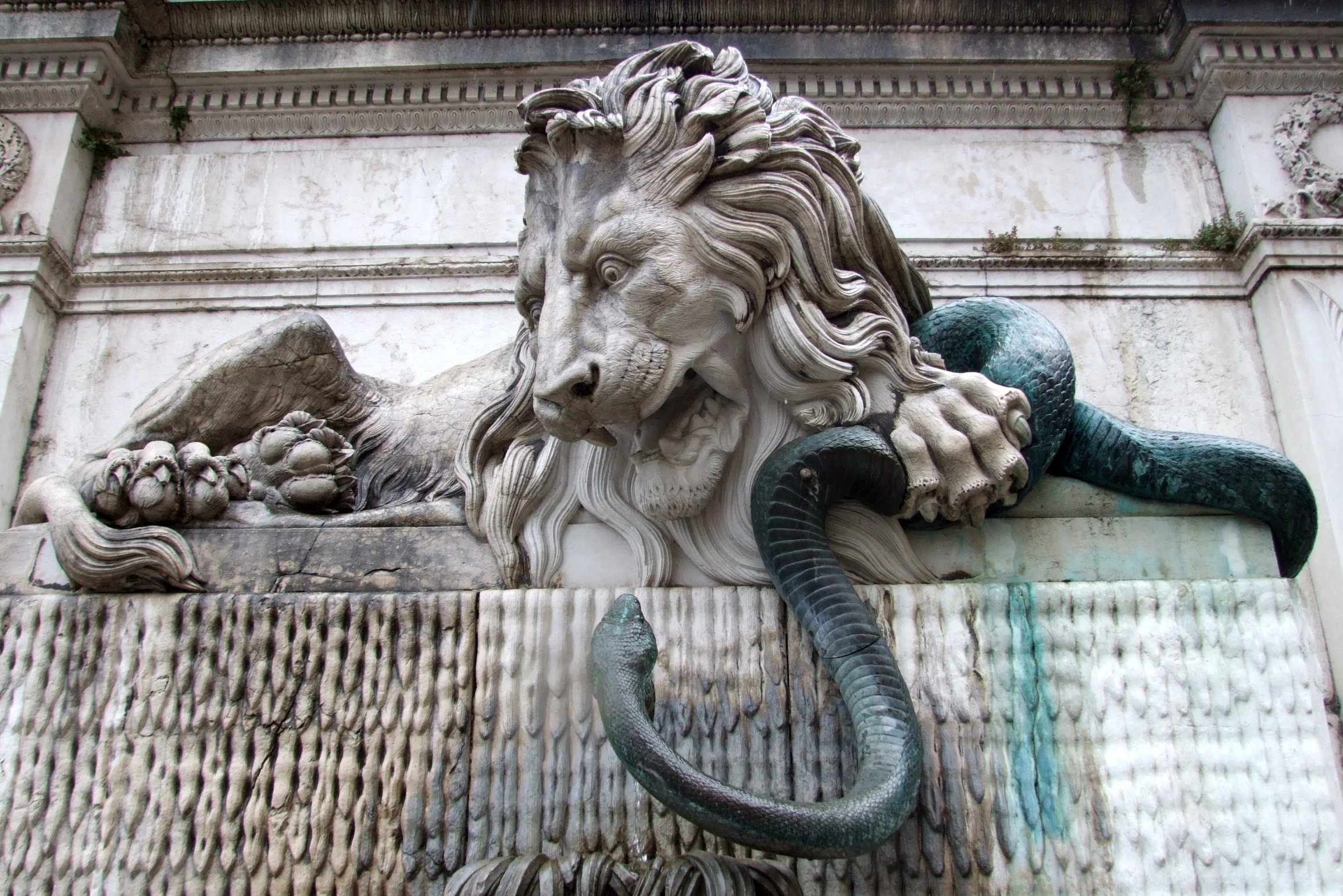
La fuente del León en Grenoble.

## Datos biográficos
Trabajó en el taller Roggi en París en 1824. Vivió durante dos años en Egipto, con su amigo el pintor Alex Cornejo y un grupo de saint-simoniens.
Fue profesor y después director de la école des Beaux-Arts de Grenoble.
Fue también uno de los primeros en utilizar el cemento como material escultórico, por ejemplo la estatua del Génie des Alpes en la estación termal de Uriage-les-Bains (Isère). Hoy en día esta obra se encuentra destruida, aunque existe una maqueta conservada en el Musée dauphinois de Grenoble.
Amigo de Théodore Ravanat y de Fantin-Latour , estuvo próximo a la escuela dauphinoise de pintura que frecuentó en Proveysieux. Era el suegro del escultor de Grenoble Aimé Charles Irvoy (1824-1898).

## Obras
Sappey es conocido por sus obras monumentales, entre las que podemos mencionar:
- Fuente de la Plaza Grenette en Grenoble, conocida como la torre de agua (Chateau d'eau en francés) o de los delfines 45°11′27″N 5°43′39″E / 45.19083, 5.72750

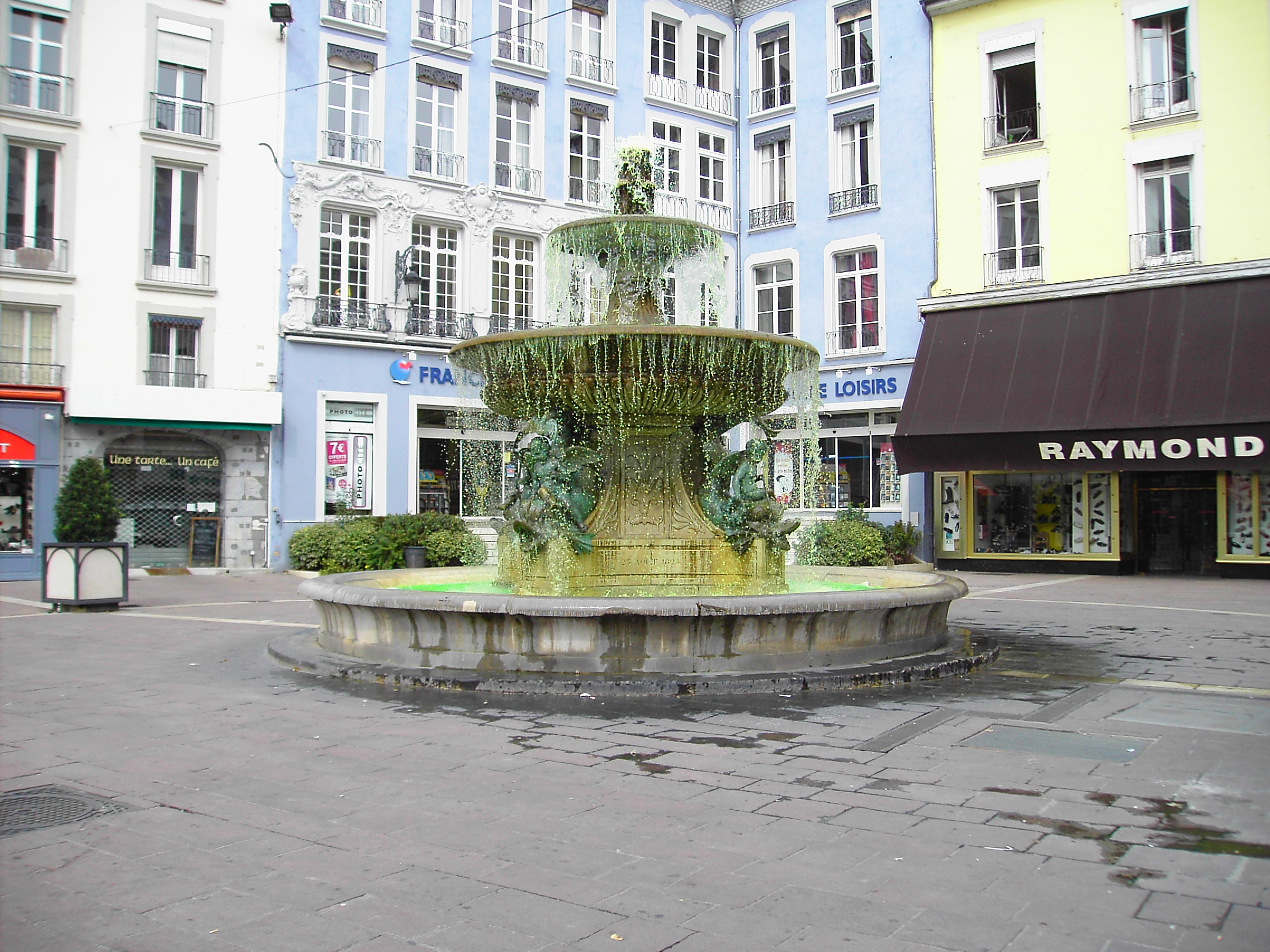
Château d'eau,
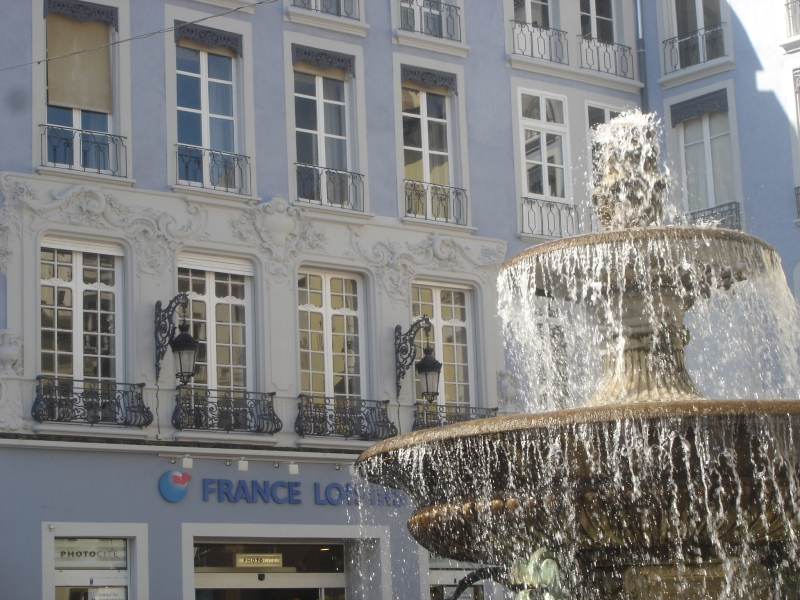
plaza Grenette de Grenoble

- la fuente de la serpiente y el león en Grenoble

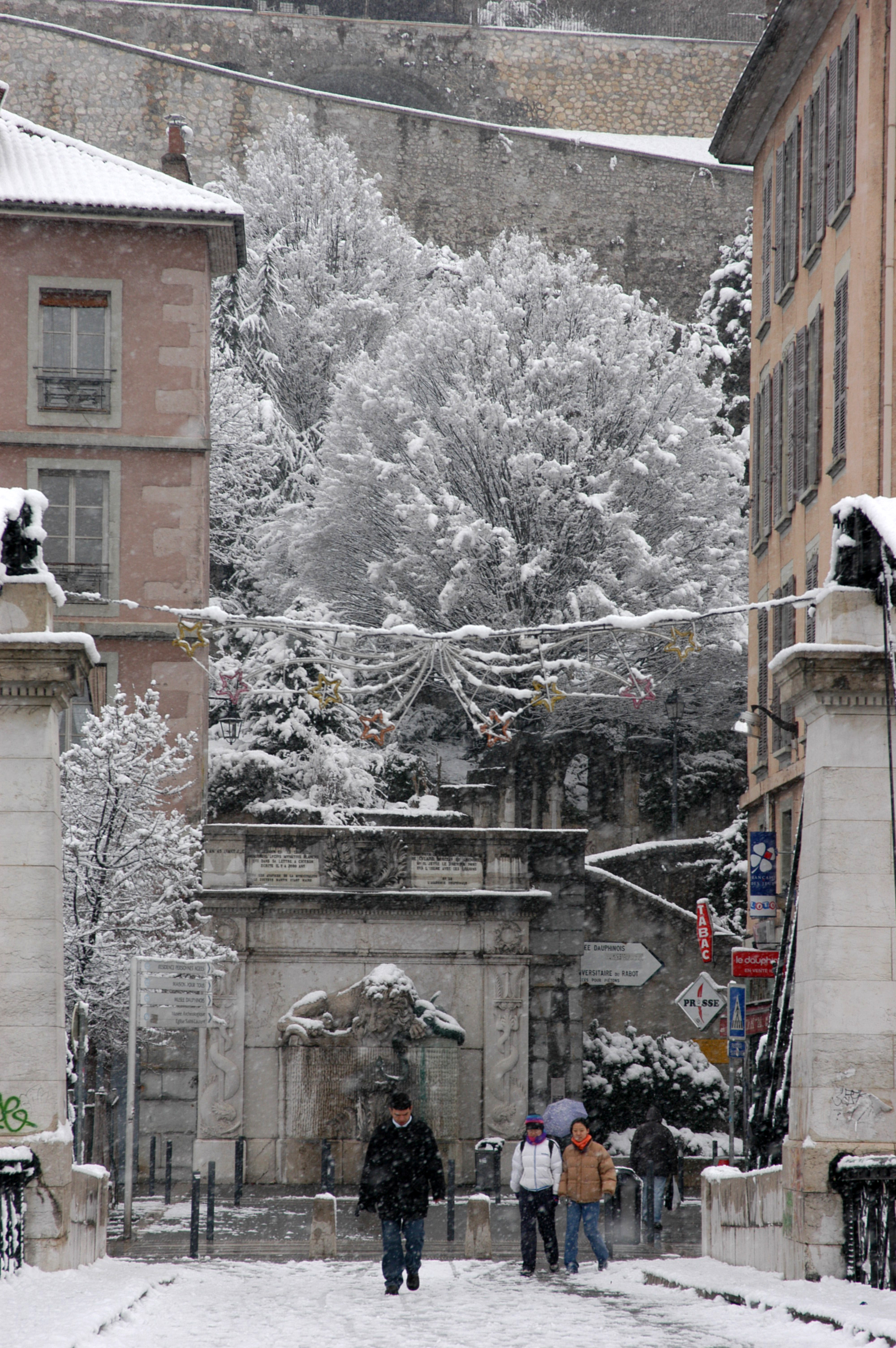
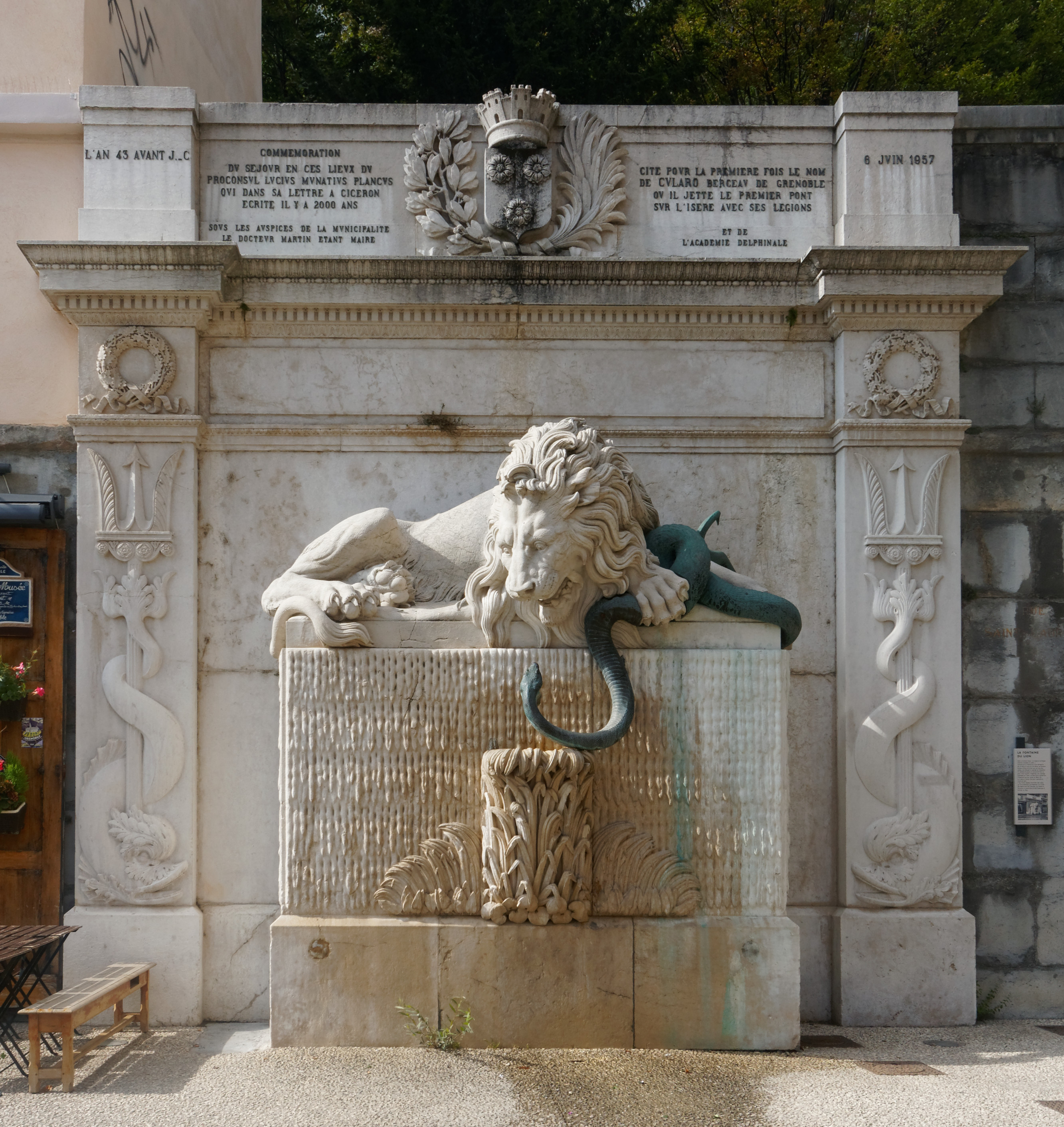
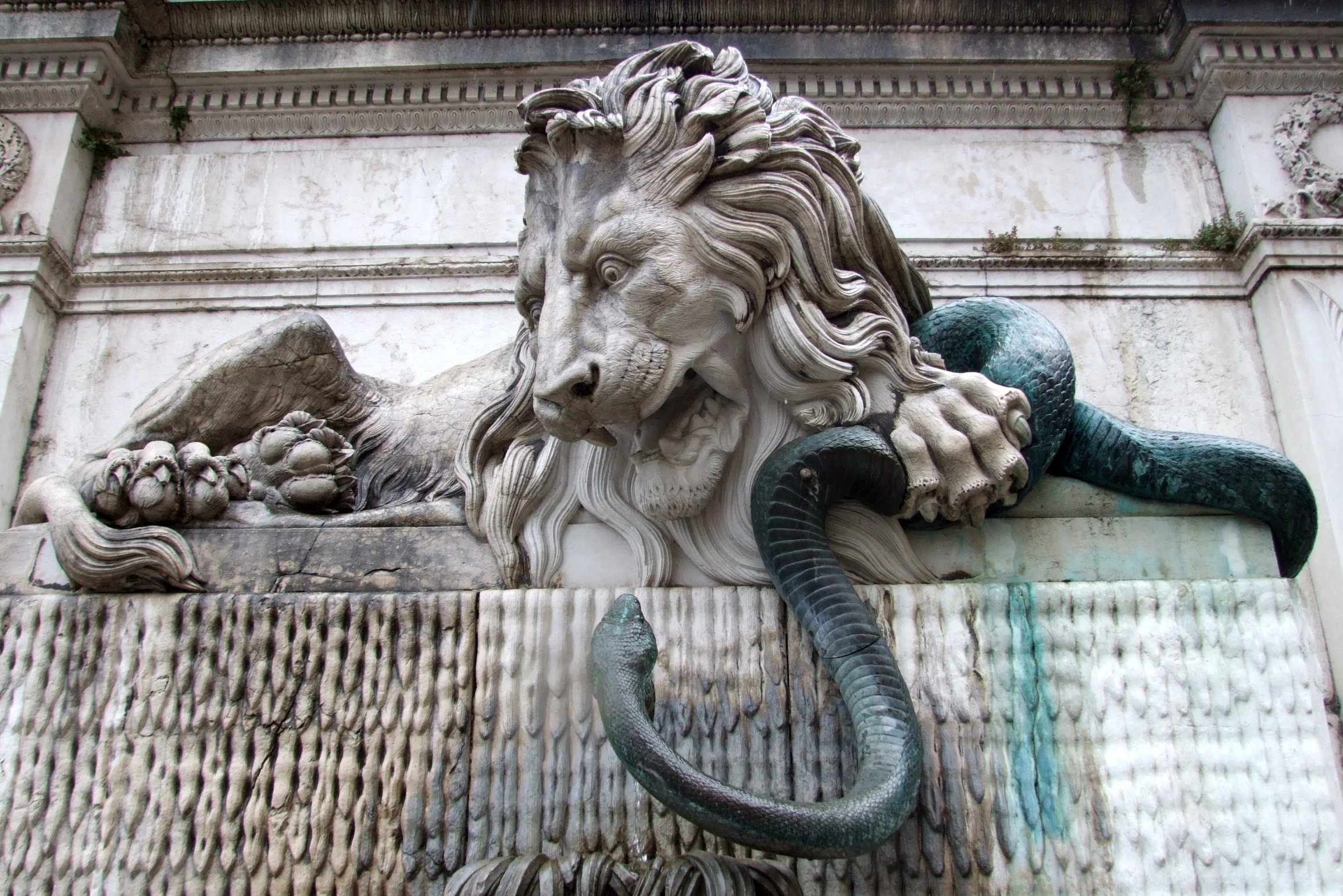

- estatua de Championnet en Valence 44°55′48″N 4°53′20″E / 44.93000, 4.88889

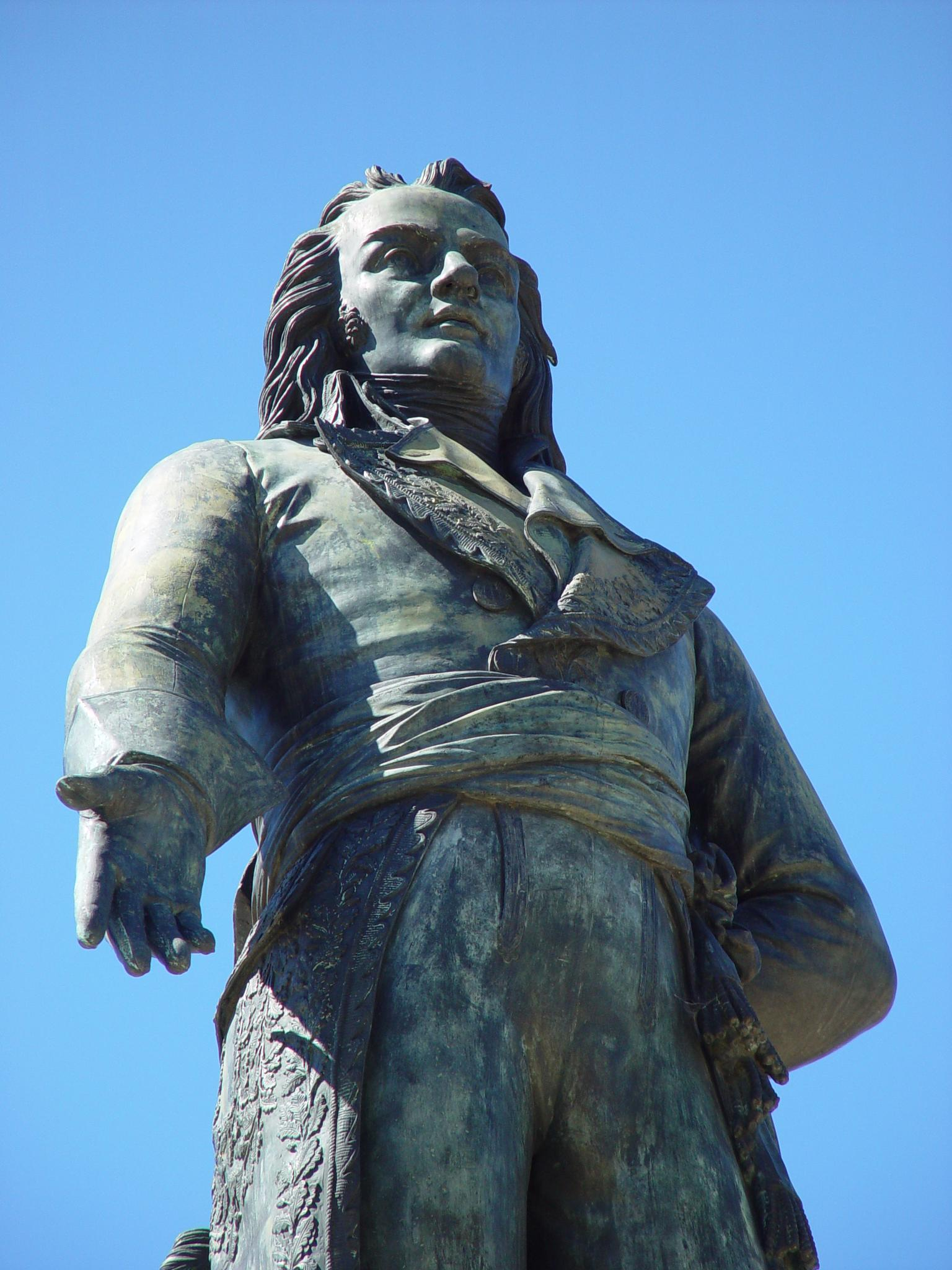
La estatua de Championnet en Valence

- Fuente Boigne, más conocida como la Fuente de los elefantes o los "cuatro sin culo" en Chambery 45°33′59″N 5°55′22″E / 45.56639, 5.92278

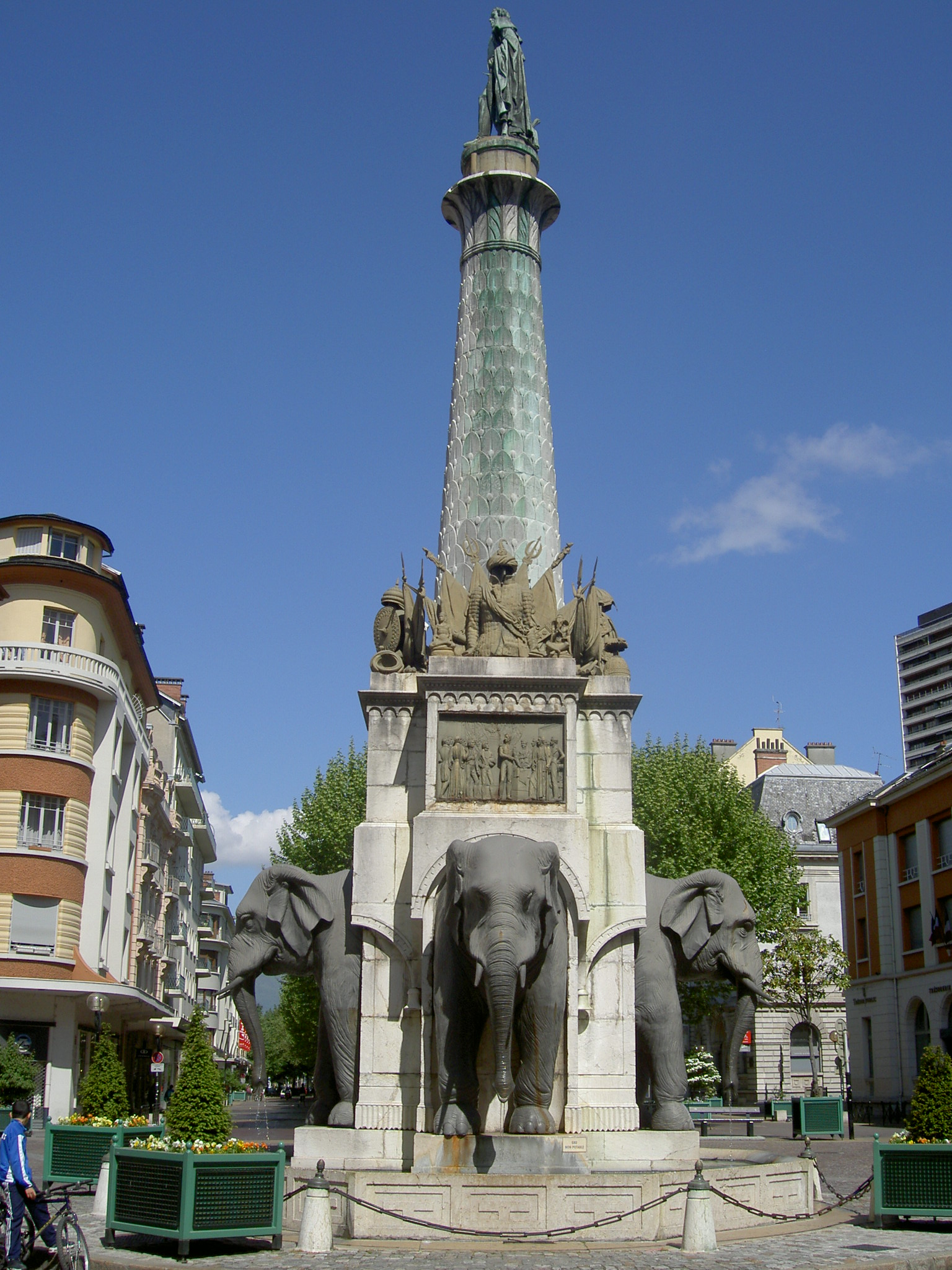
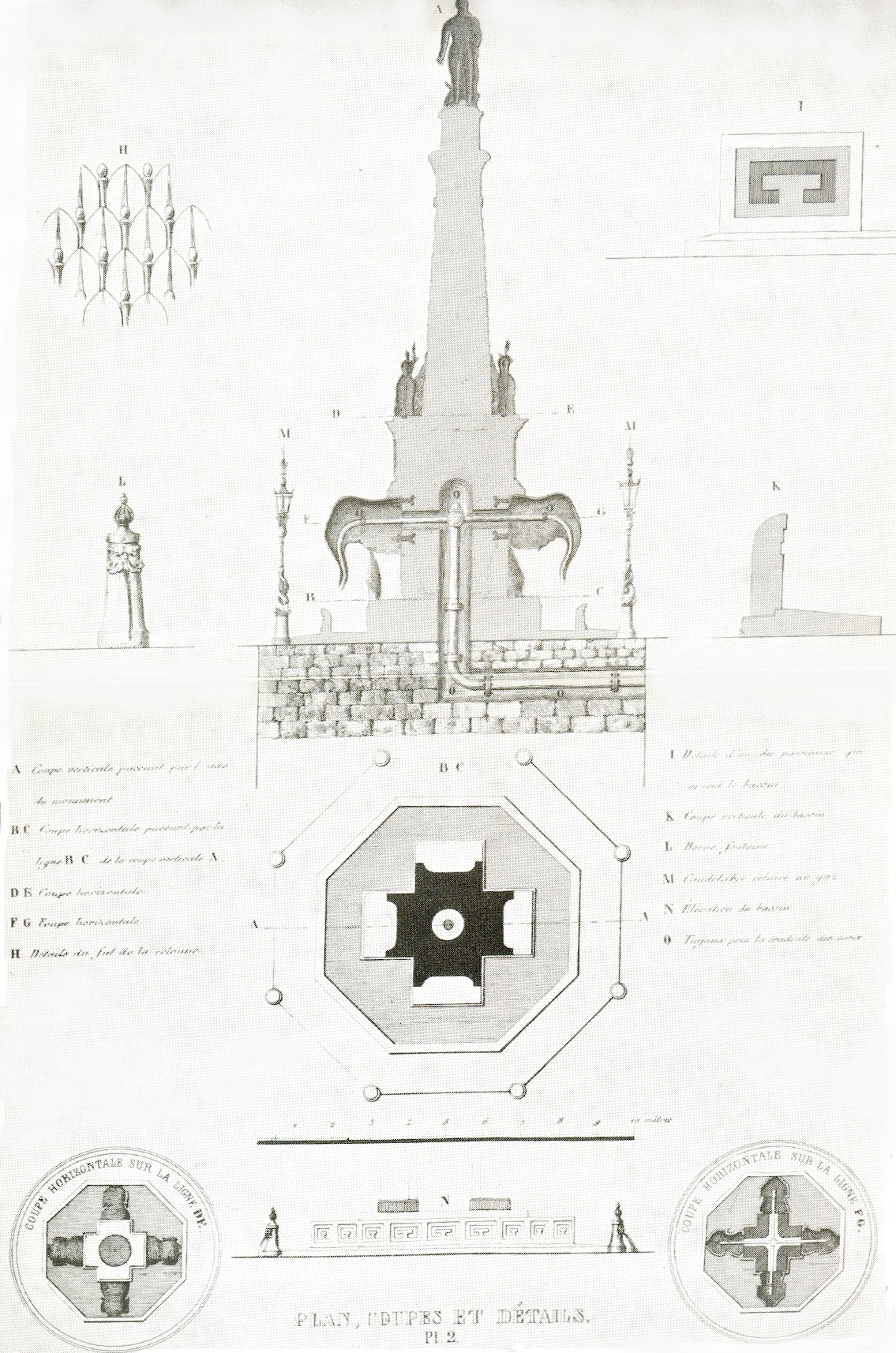
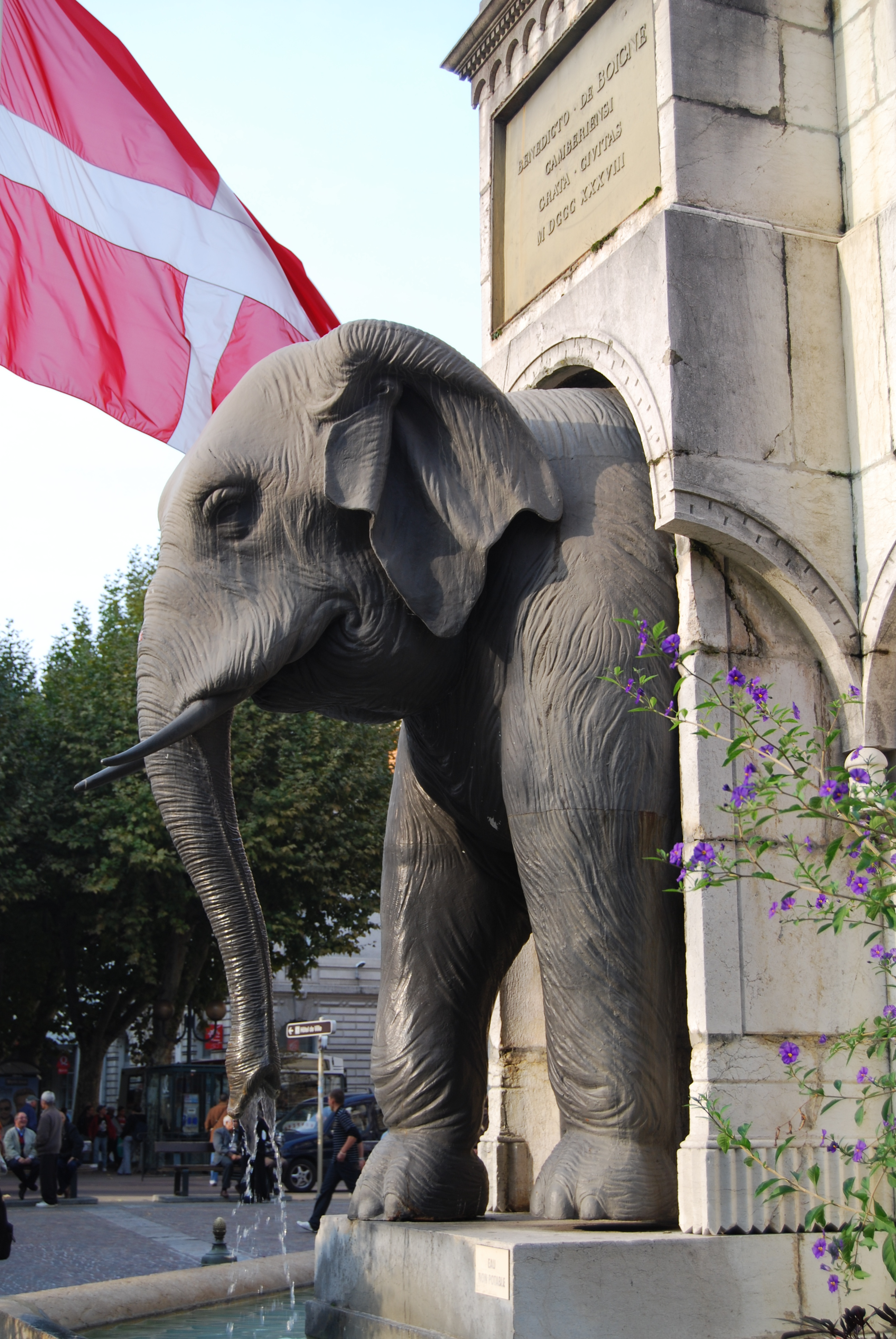

- la fuente Hygieia en Uriage , llamada fuente de la ninfa

Una serie de monumentos, entre ellos la sepultura Recoura del cementerio de San Roque de Grenoble (en el que también está enterrado).